# Isabel (provincie)
Isabel is een provincie van de Salomonseilanden. De hoofdstad is Buala en de provincie heeft 15.500 inwoners (1992). De provincie bestaat uit twee grote eilanden, Santa Isabel en San Jorge.
Het grootste deel van de provincie is bedekt met regenwoud. Houtkap was de grootste inkomensbron tot in 1972 de cycloon Ida de industrie stillegde. Alleen kleine stukken commercieel interessant bos overleefden de cycloon.

## Geschiedenis
Op 7 februari 1568 ontdekte Alvaro de Mendaña de Neira het hoofdeiland. Hij noemde het eiland Santa Isabel naar de beschermheilige van zijn expeditie. De verhouding tussen de ontdekkingsreizigers en de lokale bevolking was in het begin vriendelijk. Het lokale stamhoofd, Bilebanara wilde zelfs betalen (met voedsel) om Spaans te leren. Toen Bilebanara vervolgens te weinig betaalde volgens de Spanjaarden namen zij gijzelaars en eisten een hogere betaling. Dit leidde al snel tot geweld. De Spanjaarden waren tevens geschokt door het lokale gebruik van kannibalisme, helemaal toen zij het hoofd en een deel van de arm van een jongetje aangeboden kregen als geschenk. Tot slot leidde het feit dat de eilanders slangen, hagedissen en krokodillen aanbeden tot afkeer. De Spanjaarden vertrokken uiteindelijk na 2 maanden weer.
De volgende Europeaan die het gebied aan deed was de Fransman De Surville in 1769. Hij noemde het gebied La Terre des Arcacides (Het land van de natuurlijk levende mensen). Hij kidnapte een eilander en stelde hem tentoon in Parijs.
In 1845 kwam Bisschop Epalle, een Franse missionaris, aan op de eilanden. Hij ging ongewapend aan land op San Jorge ondanks waarschuwingen van vriendelijk gezinde eilanders. Toen hij vervolgens weigerde zijn officiële ring te ruilen voor twee (deels aangevreten) limoennen werd hij vermoord. Zijn reisgenoten hebben zijn lichaam nog ternauwernood kunnen redden maar zijn schoenen werden op een vuur geroosterd en opgegeten.
Tegen het einde van de 19e eeuw was de bevolking op de eilanden sterk in aantal aan het afnemen. Hoofdredenen hiervoor waren het koppensnellen en slavenhandel (zowel door rivaliserende stammen als door Europeanen). Koppensnellen heeft ervoor gezorgd dat het midden van de provincie vrijwel onbewoond is.
Daarnaast stierven ook veel mensen aan Europese ziektes zoals griep, dysenterie en mazelen. In 1886 genas de bisschop Patterson het stamhoofd Soga, zoon van een gevreesde kannibaal, van malaria en bekeerde hierdoor de eilanders tot het christendom.